# Simone Benedettini
Simone Benedettini, né le 21 janvier 1997 dans la Ville de Saint-Marin, est un footballeur international saint-marinais qui évolue au poste de gardien de but au Murata.

## Biographie

### Carrière en club
Formé dans son club de pays natal, le San Marino Calcio, Benedettini rejoint le club de Modena qui évolue en deuxième division italienne dans lequel il joue avec l'équipe des jeunes du club.
En 2016, il est prêté à Pianese qui évolue en quatrième division italienne afin de gagner du temps de jeu.
En décembre 2017, Benedettini est prêté à Sammaurese.
Au cours du mercato estival 2018, il fait son retour avec son club formateur, le San Marino Calcio qui évolue en quatrième division dans lequel il jouera douze matchs.
En janvier 2020, il est transféré au Murata qui évolue en championnat saint-marinais.

### Carrière en sélection
Simone Benedettini joue avec les équipes de jeunes saint-marinaises. Le 6 septembre 2019, il fait ses débuts avec le Saint-Marin lors d'un match des éliminatoires du Championnat d'Europe de football 2020 face à la Belgique (défaite 0-4).

## Vie privée
Simone Benedettini est le fils de Pierluigi Benedettini, ancien gardien de but saint-marinais qui a joué jusqu'en 1995 et le cousin de Elia Benedettini qui joue également avec la sélection saint-marinaise.